# Alingsås
Alingsås est une ville de Suède, située à 47 kilomètres à l'est de Göteborg, dans le län de Västra Götaland.
Elle est le siège de la commune d'Alingsås. Elle est peuplée de 22 361 habitants.
Les premières mentions écrites du nom d'Alingsås remontent à 1382. En 1619, Alingsås reçoit le privilège de ville du roi Gustave II Adolphe.

## Géographie
La ville d'Alingsås est située à 47 kilomètres à l'est de Göteborg, et fait partie du län de Västra Götaland.
La ville est située près du lac Mjörn et est arrosée par la rivière Säveån.
Desservie par une voie ferrée depuis 1857, la ville est également reliée par la route européenne 20 entre Göteborg, principal port de Suède, à Stockholm, la capitale de la Suède.

## Histoire
À l'instar d'autres inspirations urbaines européennes, un complexe chinois près de Shanghai a créé dans les années 2000 une ville nouvelle en reprenant le style suédois, en particulier de Nyköping.

## Personnalités
Alingsås est la ville de naissance de
- Jonas Alströmer, industriel qui a popularisé la consommation de la pomme de terre en Suède.
- Gustaf Tenggren, illustrateur émigré aux États-Unis en 1920
- Conny Andersson, pilote de Formule 1 (né en 1939)
- Johan Elmander, international suédois de football, joueur à Toulouse puis à Bolton.
- Moa Lignell, chanteuse (née en 1994)

## Jumelage
- Leisi (Estonie)
- Karis (Finlande)
- Kartong (Gambie)
- Mont-de-Marsan (France)
- Ocatal (Nicaragua)
- Skedsmo (Norvège)
- Tårnby (Danemark)